# Weißer Uakari
Der Weiße Uakari (Cacajao calvus), auch Weißer Kahlkopf-Uakari genannt, ist eine Primatenart aus der Gattung der Uakaris innerhalb der Sakiaffen (Pitheciidae). Er kommt im westlichen brasilianischen Amazonasbecken (Bundesstaat Amazonas) in zwei getrennten Gebieten vor. Eins ist eine große Flussinsel, die westlich von Tefé zwischen Rio Japurá im Norden und dem Amazonas im Süden liegt. Das zweite Verbreitungsgebiet befindet sich südwestlich davon zwischen Rio Juruá im Osten und Rio Riozinho und dem unteren Rio Jutaí im Westen. Der Weiße Uakari lebt in größeren Gruppen und ernährt sich vorrangig von hartschaligen Früchten.

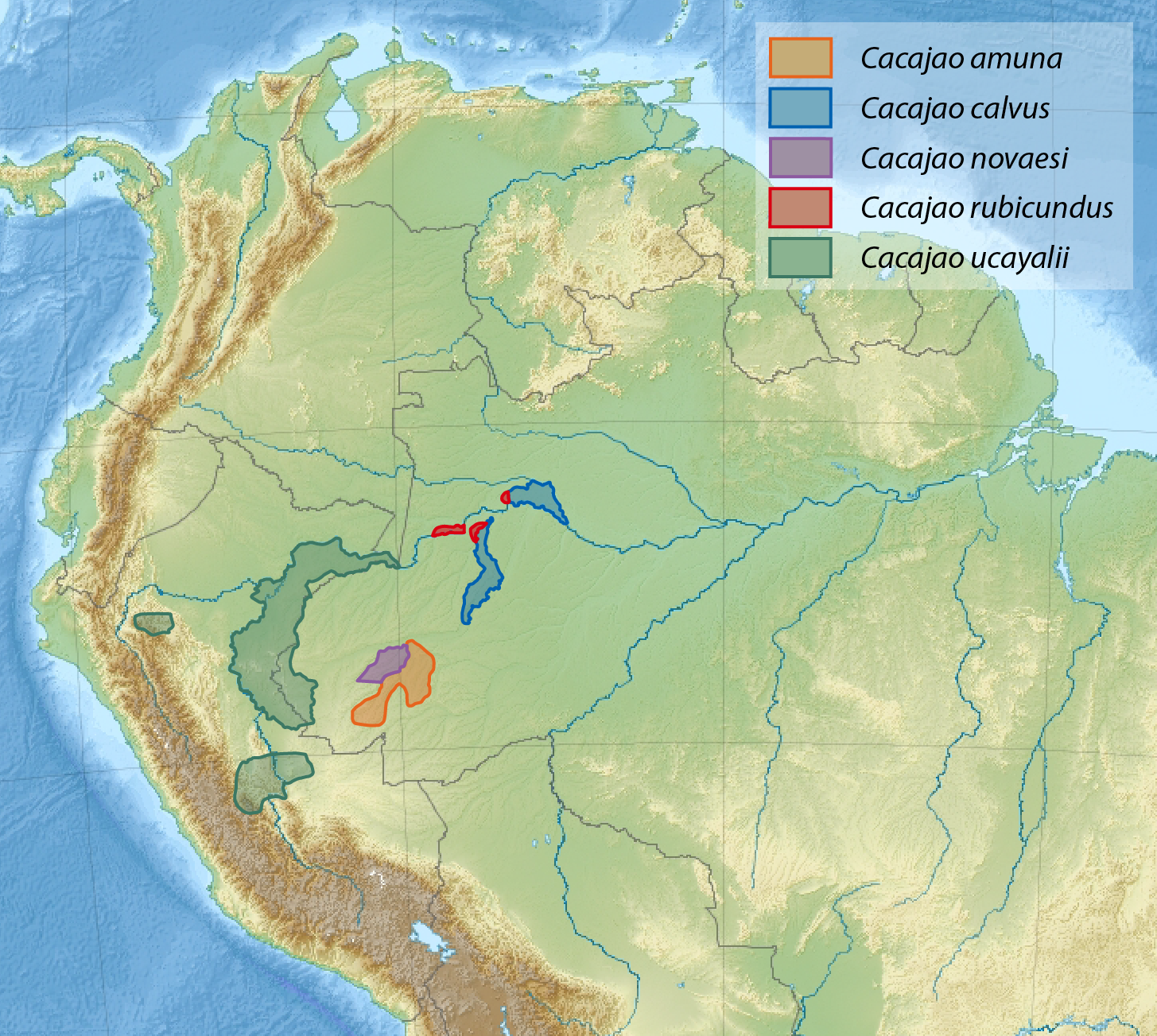
Blau – das Verbreitungsgebiet des Weißen Uakaris

## Merkmale
Wie alle Kahlkopf-Uakaris ist der Weiße Uakari durch einen roten, unbehaarten Kopf, ein langes, zotteliges Fell und einen relativ kurzen, buschigen Schwanz charakterisiert. Das Fell auf dem Rücken und den Außenseiten der Beine ist weißlich, weißlich-gelb oder weißlich-grau. Letzteres wird von grauen oder von gelblichen Haaren mit schwarzen Spitzen hervorgerufen. Der Bauch und die Innenseiten der Gliedmaßen sind orange oder gelblich-orange gefärbt. Der bei beiden Geschlechtern vorhandene Backenbart ist schwarz oder rotbraun.

## Systematik
Die Affenart wurde 1847 durch den französischen Zoologen Isidore Geoffroy Saint-Hilaire erstmals beschrieben. Unter der Bezeichnung Cacajao calvus wurden lange Zeit alle Kahlkopf-Uakaris geführt und der Weiße Kahlkopf-Uakari, der Rote Kahlkopf-Uakari (Cacajao rubicundus), der Novae-Kahlkopf-Uakari (Cacajao novaesi) und der Ucayali-Kahlkopf-Uakari (Cacajao uyacalii) galten lediglich als Unterarten. Mit der Einführung eines fünften Taxons (Cacajao amuna) in der Gruppe der Kahlkopf-Uakaris im Mai 2022 erhielten alle Unterarten von Cacajao calvus den Status eigenständiger Arten. Alle Kahlkopf-Uakaris sind jedoch nah miteinander verwandt und wurden sich erst in den letzten 300.000 Jahren mit der Ausbildung des heutigen Systems von Flüssen und Flussinseln voneinander getrennt.

## Gefährdung
In beiden Verbreitungsgebieten wird der Weiße Uakari nicht vom Menschen gejagt und es besteht bisher auch nicht die Gefahr einer intensiven Entwaldung. Relativ große Teile der Verbreitungsgebiete sind geschützt. Die IUCN listet den Weißen Uakari deshalb als nicht gefährdet.